# 曹文埴
曹文埴（1735年—1798年），字近薇，號竹虛，安徽歙縣人，清朝政治人物。

## 生平
乾隆二十五年二甲第一名進士（傳臚），改庶吉士，授編修，在懋勤殿任事。累遷翰林院侍讀學士，命在南書房行走，再遷詹事府詹事。
乾隆四十二年服父丧。丧满回京，历任左副都御史，刑部、兵部、工部、戶部侍郎，兼管順天府尹。任《四库全书》总裁官。曾奉命查办潍县和京城疑案，鞫獄秉公。乾隆奖誉“文埴等不徇隐，公正得大臣体”。官至戶部尚書。视学江西南昌时，拓建省会院。
乾隆帝南巡，多下訪扬州曹家，深得信任。乾隆五十二年，以母老乞归，加太子太保。卒諡文敏。

## 著作
著有《石鼓砚斋文钞》20卷、《诗钞》32卷、《直庐集》8卷、《石鼓砚斋试帖》2卷。

## 家族
父曹景宸，扬州大盐商。
子曹振镛，历事乾隆、嘉庆、道光三朝。

## 延伸阅读
[在维基数据编辑]
 《清史稿/卷321》，出自趙爾巽《清史稿》
 在维基共享资源阅览影像